# Hebe adamsii
Hebe adamsii é uma espécie de planta do gênero Hebe, endêmica da Nova Zelândia.